# Rufiniana
Rufiniana (łac. Diocesis Rufinianensis) – diecezja historyczna w Cesarstwie rzymskim w prowincji Byzacena, współcześnie w Tunezji. Obecnie katolickie biskupstwo tytularne.

## Biskupi tytularni
| Lp. | Biskup                | Funkcja                                               | Od                  | Do             |
| --- | --------------------- | ----------------------------------------------------- | ------------------- | -------------- |
| 1   | Nikë Prela            | biskup pomocniczy Skopje-Prizren (Jugosławia)         | 2 października 1969 | 25 lutego 1996 |
| 2   | Luiz Vicente Bernetti | biskup pomocniczy Palmas-Francisco Beltrão (Brazylia) | 12 czerwca 1996     | 2 lutego 2005  |
| 3   | Anton Leichtfried     | biskup pomocniczy Sankt Pölten (Austria)              | 21 listopada 2006   |                |